# Србија на Европском првенству у атлетици за јуниоре 2013.
Србија је учествовала на 22. Европском првенству за јуниоре 2013. одржаном у Ријетију Италија, од 18. до 21. јула. Репрезентацију Србије на њеном четвртом учешћу на европским првенствима за јуниоре од 2006. године од када Србија учествује самостално под овим именом, представљало је 5 спортиста (5 јуниора), који су се такмичили у 5 дисциплина.
На овом првенству такмичари Србија нису освојили ниједну медаљу. У табели успешности према броју и пласману такмичара који су учествовали у финалним такмичењима (првих 8 такмичара) Србија је са 2 учесника у финалу заузела 32 место са 6 бодова.
| Плас. | Земља  | 1. место | 2. место | 3. место | 4. место | 5. место | 6. место | 7. место | 8. место | Бр. финал. - Бод. |
| ----- | ------ | -------- | -------- | -------- | -------- | -------- | -------- | -------- | -------- | ----------------- |
| 32.   | Србија | -        | –        | -        | -        | –        | 2–6      | –        | -        | 2-6               |

## Учесници
Јуниори:
- Милош Раовић — 400 м
- Немања Којић — 800 м
- Никола Бурсаћ — 1.500 м
- Урош Кутлешић — 10.000 м
- Александар Мрђеновић — Бацање кугле

## Резултати

### Јуниори
| Атлетичар            | Дисциплина   | Лични рекорд | Квалификације | Квалификације | Полуфинале | Полуфинале | Финале               | Финале       | Детаљи |
| Атлетичар            | Дисциплина   | Лични рекорд | Резултат      | Место         | Резултат   | Место      | Резултат             | Место        | Детаљи |
| -------------------- | ------------ | ------------ | ------------- | ------------- | ---------- | ---------- | -------------------- | ------------ | ------ |
| Милош Раовић         | 400 м        | 46,98        | 47,22 кв      | 4. у гр. 4    | 47,20 КВ   | 3. у гр. 2 | 46,99                | 6 / 27 (28)  |        |
| Немања Којић         | 800 м        | 1:49,10      | 1:50,56 КВ    | 2. у гр. 1    | 1:51,02    | 5. у гр. 2 | Није се квалификовао | 10 / 28      |        |
| Никола Бурсаћ        | 1.500 м      | 3:48,75      | 3:50,64 КВ    | 3. у гр. 1    |            |            | 3:46,41 ЛР           | 6 / 26       |        |
| Урош Кутлешић        | 10.000 м     | 31:05,49     |               |               |            |            | 35:11,42             | 15 / 15 (24) |        |
| Александар Мрђеновић | бацање кугле | 19,04        | 18,57 КВ      | 3. у гр. А    |            |            | 18,29                | 9 / 19       |        |